# جام حذفی فوتبال ساحلی ایران
جام فوتبال ساحلی ایران یا جام فوتبال ساحلی ایران (انگلیسی: Persian Beach Soccer Cup) یک تورنمنت بین‌المللی فوتبال ساحلی است که در بوشهر و ایران برگزار می‌شود. این مسابقه برای اولین بار پس از دوره افتتاحیه این رقابت‌ها در سال ۲۰۱۷ برگزار می‌شود.

## نتایج
جدول زیر نتایج و رده بندی مسابقات فوتبال ساحلی را در فصل ۲۰۱۷ و ۲۰۱۸ نشان میدهد.
| ۲۰۱۷ | بوشهر، ایران | · ایران | · اوکراین | · ایتالیا | · لهستان    | ۴ | امیرحسین اکبری (ایران) | ۵ گل گابریل گوری (ایتالیا)                                                                       | ولادیمیر هلادچنکو (اوکراین) | ۴۲ گل(میانگین ۷ گل به ازای هر بازی)   |
| ۲۰۱۸ | بوشهر، ایران | · ایران | · اسپانیا | · اوکراین | · آذربایجان | ۴ | محمد مرادی (ایران)     | ۵ گل محمدعلی احمدزاده (ایران) لورنس گومز (اسپانیا) اولگ زبوروفسکی (تیم ملی فوتبال ساحلی اوکراین) | فرانسیسکو دونیر (اسپانیا)   | ۳۹ گل(میانگین ۶.۵ گل به ازای هر بازی) |